# Carlos Lucas (actor)
Carlos Lucas Reñé (Ampuero, 26 de julio de 1932-Valladolid, 18 de diciembre de 2004) fue un actor y cantante de zarzuela español en sus inicios, que participó, básicamente en papeles de reparto, en más de un centenar de películas y series de televisión, entre las décadas de 1950 y 2000, siendo especialmente activo a partir de la década de 1980.
Entre las series de televisión destacan, por el número de episodios en los que participó, Los ladrones van a la oficina (1993-95), Villarriba y Villabajo (1994-95), Médico de familia (1995-99) y Manolito Gafotas (2004).
No obstante su trayectoria como actor secundario o de extra y figurante en sus inicios, tuvo papeles protagonistas en Don Cipote de la Manga (1983), Justino, un asesino de la tercera edad (1994) por la que obtuvo el Premio Calabuch al mejor actor en el Festival
de Cine de Comedia de Peñíscola y en el cortometraje Cowboy de mediodía (2004).
En 2010, seis años tras su fallecimiento, se estrenó un documental sobre su vida, titulado Carlos Lucas: Retrato de un actor de reparto.

## Filmografía completa
- El inquilino (1957)
- El Tigre de Chamberí (1957)
- Pescando millones (1959)
- Días de feria (1960)
- 20.000 dólares por un cadáver (1969)
- La vida sigue igual (1969)
- Los rebeldes de Arizona (1970)
- Plomo sobre Dallas (1970)
- Aunque la hormona se vista de seda (1971)
- El apartamento de la tentación (1971)
- A la Legión le gustan las mujeres (...y a las mujeres les gusta la Legión) (1976)
- Esposa y amante (1977)
- Los placeres ocultos (1977)
- El diputado (1978)
- Crónicas del bromuro (1980)
- Despido improcedente (1980)
- El divorcio que viene (1980)
- El erótico enmascarado (1980)
- Navajeros (1980)
- El soplagaitas (1980)
- La momia nacional (1980)
- Tac-Tac (1980)
- Un cero a la izquierda (1980)
- Yo hice a Roque III (1980)
- ...Y al tercer año, resucitó (1980)
- Brujas mágicas (1981)
- La casada divertida (1981)
- La segunda guerra de los niños (1981)
- Los chulos (1981)
- Pepe, no me des tormento (1981)
- ¡Qué gozada de divorcio! (1981)
- Todos al suelo (1981)
- El primer divorcio (1981)
- Bésame, tonta (1982)
- El gran mogollón (1982)
- Huevos revueltos (1982)
- La vendedora de ropa interior (1982)
- Los líos de Estefanía (1982)
- Los pajaritos (1982)
- ¡Que vienen los socialistas! (1982)
- Agítese antes de usarla (1983)
- El arreglo (1983)
- El Cid Cabreador (1983)
- Las autonosuyas (1983)
- La Biblia en pasta (1984)
- La de Troya en el Palmar (1984)
- La hoz y el Martínez (1985)
- Don Cipote de la Manga (1985)
- Amor apache (1985) corto
- El donante (1985)
- La pantalla diabólica (1985)
- El año de las luces (1986)
- Hierro dulce (1986)
- Ladrón de chatarra (1986)
- Me hace falta un bigote (1986)
- Tiempo de silencio (1986)
- A los cuatro vientos (1987)
- ¡Biba la banda! (1987)
- El pecador impecable (1987)
- Sufre mamón (1987)
- Testigo azul (1987)
- Las cosas del querer (1989)
- Aquí huele a muerto (1989)
- Entre comillas (1990) corto
- El robobo de la jojoya (1991)
- Chechu y familia (1992)
- Un domingo en el parque (1992) corto
- El tío del saco y el inspector Lobatón (1992)
- El cianuro, ¿solo o con leche? (1993)
- Una chica entre un millón (1993)
- Justino, un asesino de la tercera edad (1994)
- Alma gitana (1995)
- Lourdes de segunda mano (1995) corto
- Que ciento volando (1995) corto
- El día de la bestia (1995)
- Suspiros de España (y Portugal) (1995)
- Atolladero (1995)
- Éxtasis (1996)
- Mílite (1996) corto
- Matías, juez de línea (1996)
- La fabulosa historia de Diego Marín (1996)
- Airbag (1997)
- Señores de Gardenia (1997) corto
- Camas (1997) corto
- Cruzar a verte (1997) corto
- Chevrolet (1997)
- Atilano, presidente (1998)
- Casting (1998)
- Quince (1998)
- El milagro de P. Tinto (1998)
- La isla de la tortuga (1998) corto
- Spanish Fly (1998)
- Torrente, el brazo tonto de la ley (1998)
- Pecata minuta (1998)
- La mujer más fea del mundo (1999)
- Muertos de risa (1999)
- Sobreviviré (1999)
- Corazón de bombón (2000)
- La comunidad (2000)
- La cartera (2000) corto
- Mi Rosita (2000) corto
- El florido pensil (2002)
- Atraco a las tres y media (2002)
- El traje (2002)
- Hombres tranquilos (2002)
- Francisca (2002)
- Brasil (2002) corto
- Mucha sangre (2002)
- ¡Buen viaje, Excelencia! (2003)
- Slam (2003)
- Cowboy de mediodía (2003) corto
- Fuera del cuerpo (2004)
- Un día sin fin (2004)